# La Neuville-Garnier
Pour les articles homonymes, voir Neuville.
La Neuville-Garnier est une ancienne commune française située dans le département de l'Oise en région Hauts-de-France.
Elle a fusionné le 1er janvier 2019 avec Beaumont-les-Nonains et Villotran pour former la commune nouvelle des Hauts Talican , dont elle devient une commune déléguée.

## Géographie

### Localisation
La Neuville-Garnier est un village du haut-Thelle située à 13 km au sud de Beauvais, à 3,5 km du chef-lieu de la commune nouvelle des Hauts Talican. 

### Hameaux et écarts
La Neuville-Garnier  compte un hameau en limite est de son territoire, Malassise.

## Toponymie
Le nom de la localité est attesté sous les formes de Nova villa que fuit domini Garnerii (1218) ; Nova villa supra Bernatum (vers 1260) ; Nova villa supra Barnotum (vers 1275) ; Nova villa (1285) ; la Neufville sur Barneul (1327) ; la Neuville messire Garnier (1406) ; la Neufville messire Garnier (1454) ; la Neuville messire Garnier (1454) ; la Neuville seigneur Garnier (1555) ; la Neufville (vers 1580) ; la Neufville messire Guernier (XVIe) ; Neuville sur Barnueil (1631) ; la Neuville Mre Garnier (1667) ; Neufville messire Garnier (1674) ; Neuville messire Garnier sur Berneuil (XVIIe) ; la Neuville sur Berneuil (XVIIIe) ; la Neuville-Garnier (1794).

Le nom Neuville dérive du latin novavilla, ou « nouveau domaine ». L'existence de la nouvelle communauté (nova villa) est attestée en 1204 par une charte réglant un conflit entre les chanoines de Ressons et ceux d'Auteuil sur un bois situé entre ces communes.

« (La) nouvelle ville qui appartenait au seigneur Garnerius ». Messire Garnier de Hermes est le fondateur de la communauté de la Neuville-Garnier.

## Histoire
Ce village fut en effet fondé par le chevalier Garnier de Hermes (Messire Garnier), dans la deuxième moitié  du XIIe siècle. En 1136, Garnier, propriétaire féodal du village de Hermes avait abandonné ses droits au profit de l'abbaye de Froidmont, et était ensuite allé chercher fortune de l'autre côté du Thérain, en allant défricher une partie de la forêt de Thelle de sa "montagne" . L'existence de la nouvelle communauté (nova villa) est attestée en 1204 par une charte réglant un conflit entre les chanoines de Ressons et ceux d'Auteuil sur un bois situé entre ces communes.
Depuis cette époque, la Neuville Messire Garnier verse la dîme aux bénédictines de l'abbaye de Saint-Paul-les-Beauvais et continuera de le faire jusqu'à la Révolution.
De la seconde moitié du XVe siècle à la première du XVIe, la Neuville Messire Garnier aura pour seigneurs les Le Masson, dont certains sont échevins de Paris.
De 1683 à 1720, elle devient fief des Combaud, seigneurs d'Auteuil.
De 1748 à 1860, ses seigneurs seront les Titon. Ceux-ci descendent de Maximilien Titon, marchand, directeur du magasin des armes royales de Louis XIV. Son petit-fils, Jean-Batiste Maximilien, conseiller au Parlement de Paris, deviendra en 1748 seigneur du village voisin Villotran et de la Neuville Garnier. Un an plus tard, il cède Villotran à son fils et conserve la Neuville Garnier, où il fait construire un château, de 1760 à 1764. 
Son fils, Jean-Batiste Maximilien Pierre, également magistrat, sera rapporteur de l'affaire du collier de la Reine devant le Parlement de Paris.
Le 17 août 1910, l'église Saint-Éloi de la Neuville-Garnier servit de repère pour la "Première course d'aéroplanes du Monde", le circuit de l'Est (Paris, Troyes, Nancy, Mezières, Douai, Amiens, Paris). Le drapeau rouge et blanc placé sur son clocher constituait une balise pour les sept aviateurs concurrents.
La Neuville-Garnier a décidé de fusionner avec ses voisines, Beaumont-les-Nonains et Villotran, afin de créer la commune nouvelle des Hauts Talican, ce qui est acté par un arrêté préfectoral du 28 septembre 2018 qui a pris effet  le 1er janvier 2019.

## Politique et administration

### Rattachements administratifs et électoraux
La Neuville-Garnier se trouve dans l'arrondissement de Beauvais du département de l'Oise. Pour l'élection des députés, elle fait partie depuis 1988 de la deuxième circonscription de l'Oise.
Elle faisait partie depuis 1793 du canton d'Auneuil. Dans le cadre du redécoupage cantonal de 2014 en France, la commune est rattachée à celui de Chaumont-en-Vexin, jusqu'à la fusion de 2019.

### Intercommunalité
La Neuville-Garnier faisait partie de la communauté de communes des Sablons jusqu'à la fusion de 2019.

### Liste des maires
| Période                                  | Période       | Identité        | Étiquette | Qualité                           |
| ---------------------------------------- | ------------- | --------------- | --------- | --------------------------------- |
| Les données manquantes sont à compléter. |               |                 |           |                                   |
| avant 1998                               | 2001          | Guy Mellon      |           |                                   |
| mars 2001                                | décembre 2018 | Gisèle Roelants |           | Retraitée de la fonction publique |

| Période      | Période  | Identité        | Étiquette | Qualité                           |
| ------------ | -------- | --------------- | --------- | --------------------------------- |
| janvier 2019 | En cours | Gisèle Roelants |           | Retraitée de la fonction publique |

## Démographie
Évolution démographique
L'évolution du nombre d'habitants est connue à travers les recensements de la population effectués dans la commune depuis 1793. Pour les communes de moins de 10 000 habitants, une enquête de recensement portant sur toute la population est réalisée tous les cinq ans, les populations de référence des années intermédiaires étant quant à elles estimées par interpolation ou extrapolation. Pour la commune, le premier recensement exhaustif entrant dans le cadre du nouveau dispositif a été réalisé en 2005.

En 2016, la commune comptait 259 habitants, en évolution de −3 % par rapport à 2010 (Oise : +0,87 %, France hors Mayotte : +2,11 %).
| 1793 | 1800 | 1806 | 1821 | 1831 | 1836 | 1841 | 1846 | 1851 |
| ---- | ---- | ---- | ---- | ---- | ---- | ---- | ---- | ---- |
| 351  | 296  | 349  | 318  | 325  | 335  | 334  | 341  | 370  |

| 1856 | 1861 | 1866 | 1872 | 1876 | 1881 | 1886 | 1891 | 1896 |
| ---- | ---- | ---- | ---- | ---- | ---- | ---- | ---- | ---- |
| 339  | 336  | 324  | 312  | 281  | 284  | 267  | 256  | 253  |

| 1901 | 1906 | 1911 | 1921 | 1926 | 1931 | 1936 | 1946 | 1954 |
| ---- | ---- | ---- | ---- | ---- | ---- | ---- | ---- | ---- |
| 238  | 247  | 221  | 205  | 204  | 177  | 164  | 141  | 141  |

| 1962 | 1968 | 1975 | 1982 | 1990 | 1999 | 2005 | 2006 | 2010 |
| ---- | ---- | ---- | ---- | ---- | ---- | ---- | ---- | ---- |
| 142  | 115  | 110  | 117  | 207  | 254  | 276  | 276  | 267  |

| 2015 | 2016 | - | - | - | - | - | - | - |
| ---- | ---- | - | - | - | - | - | - | - |
| 259  | 259  | - | - | - | - | - | - | - |

Pyramide des âges en 2007
La population de la commune est relativement jeune. Le taux de personnes d'un âge supérieur à 60 ans (13,8 %) est en effet inférieur au taux national (21,6 %) et au taux départemental (17,5 %).
À l'instar des répartitions nationale et départementale, la population féminine de la commune est supérieure à la population masculine. Le taux (51,4 %) est du même ordre de grandeur que le taux national (51,6 %).
La répartition de la population de la commune par tranches d'âge est, en 2007, la suivante :
- 48,6 % d’hommes (0 à 14 ans = 26,1 %, 15 à 29 ans = 12,7 %, 30 à 44 ans = 25,4 %, 45 à 59 ans = 23,1 %, plus de 60 ans = 12,6 %) ;
- 51,4 % de femmes (0 à 14 ans = 23,2 %, 15 à 29 ans = 16,2 %, 30 à 44 ans = 26,8 %, 45 à 59 ans = 19 %, plus de 60 ans = 14,8 %).

| Hommes | Classe d’âge | Femmes |
| ------ | ------------ | ------ |
| 0,7    | 90 ans ou +  | 0,7    |
| 1,5    | 75 à 89 ans  | 1,4    |
| 10,4   | 60 à 74 ans  | 12,7   |
| 23,1   | 45 à 59 ans  | 19,0   |
| 25,4   | 30 à 44 ans  | 26,8   |
| 12,7   | 15 à 29 ans  | 16,2   |
| 26,1   | 0 à 14 ans   | 23,2   |

| Hommes | Classe d’âge | Femmes |
| ------ | ------------ | ------ |
| 0,2    | 90 ans ou +  | 0,8    |
| 4,5    | 75 à 89 ans  | 7,1    |
| 11,0   | 60 à 74 ans  | 11,5   |
| 21,1   | 45 à 59 ans  | 20,7   |
| 22,0   | 30 à 44 ans  | 21,6   |
| 20,0   | 15 à 29 ans  | 18,5   |
| 21,3   | 0 à 14 ans   | 19,9   |

## Culture locale et patrimoine

### Lieux et monuments

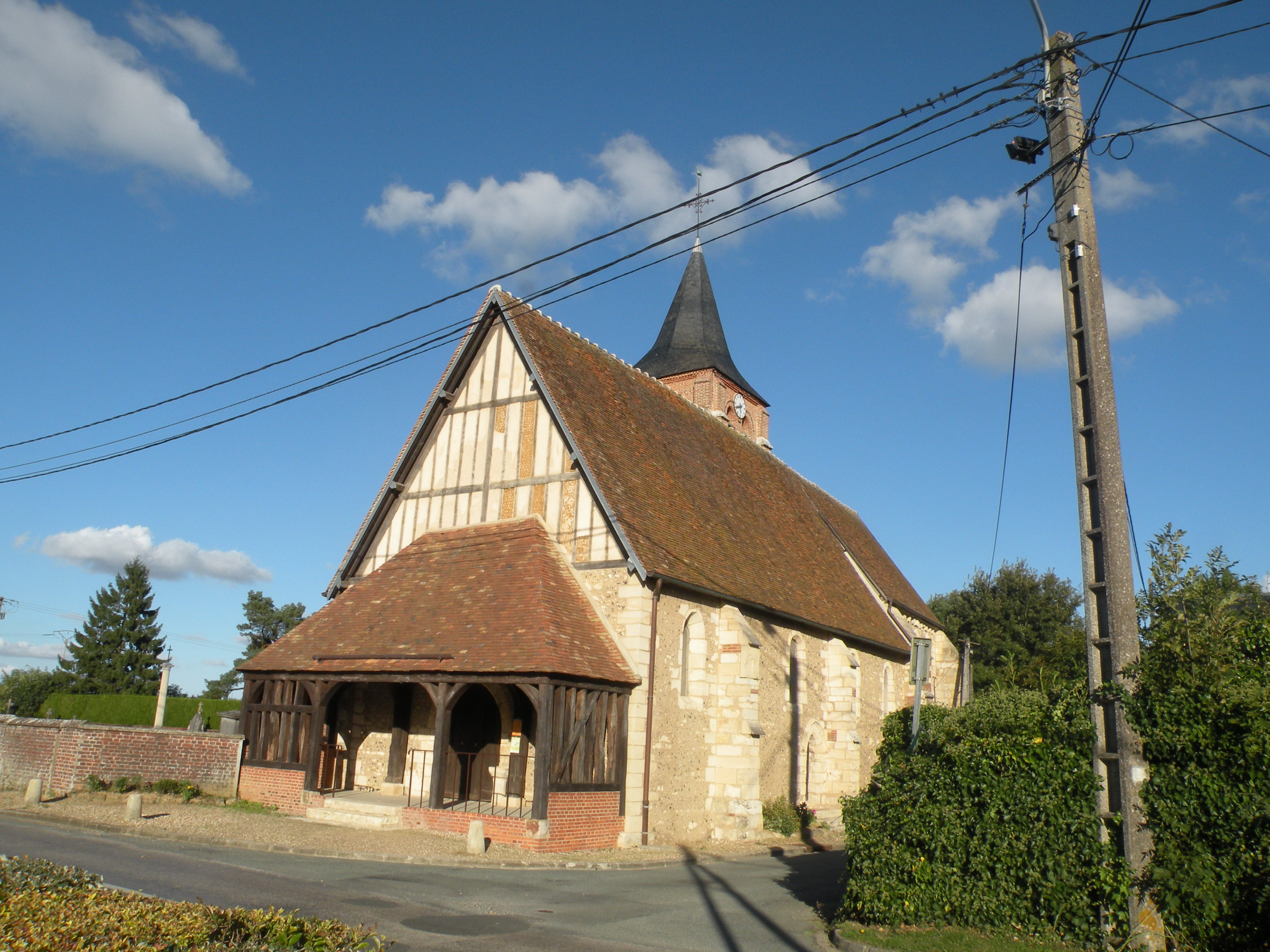
L'église Saint-Éloi.

- L'église Saint-Éloi de La Neuville-Garnier de 1147, avec un reste de corniches romanes[13].

### Personnalités liées à la commune
- Éloi Laurent Despeaux général de la Révolution française et baron de la Restauration est né à Malassise, hameau voisin de la Neuville-Garnier le 14 octobre 1761. Il a habité la commune autour des années 1800.

- Bertrand Créac’h, sculpteur né le 11 novembre 1947, vit près du village.

## Héraldique
| Armes de La Neuville-Garnier | Les armes de La Neuville-Garnier se blasonnent ainsi : de gueules au chevron d'argent accompagné de trois heaumes du même tarés de profil. |